# Pierre Quesnel
Pierre Quesnel, né vers 1502 et mort après 1574, est un peintre et dessinateur français, actif en Écosse puis en France à Paris.

## Biographie
Pierre Quesnel est né à Rouen. Il est au service de Marie de Guise qui a épousé en 1538 le roi d'Écosse Jacques V, et s'installe à la cour d'Écosse, au palais de Holyrood. Il est indiqué comme « usher of the chamber » (huissier) de la maison de Guise et identifié comme peintre de la reine dans les comptes du trésorier écossais,,, et reçoit, sous le nom de « Perys the uscher » 10 livres lors du couronnement de Marie de Guise.
Quesnel peint en 1545 le portrait de la reine, conservé à la Scottish National Portrait Gallery, avec l'inscription « aetatis suae 35 / anno Domini 45 ».
D'après l'inscription figurant au dos d'un portrait de son fils Nicolas, Pierre Quesnel épouse en Écosse Madeleine Digby ou Ideby, identifiée comme la fille d’un tapissier au service de Jacques V ; leur fils aîné François Quesnel naît à Edimbourg en 1543 ou 1544.
Quesnel rentre en France avec sa famille après 1545 et s'installe à Paris. Ses fils François, Nicolas et Jacques sont également peintres et dessinateurs ; plusieurs portraits à la craie de François et Nicolas sont conservés.

## Œuvre
L'œuvre de Pierre Quesnel est en grande partie perdue. Trois dessins, conservés à l'École nationale supérieure des beaux-arts (ENSBA) de Paris, lui sont attribués : 
- une étude d'architecture en perspective[11] ;
- un dessin représentant un château, désigné comme le Château de Sées[10] ;
- La naissance, le baptême, et l'éducation d'un prince[12],[13].

Michel de Marolles attribue à Quesnel un vitrail réalisé en 1557, représentant l'Ascension du Christ avec les portraits d'Henri II et de Catherine de Médicis pour l'église du couvent des Grands-Augustins à Paris, détruite pendant la Révolution, ainsi que des cartons de tapisseries ; il a notamment réalisé en 1555 un carton consacré à la vie de saint Vincent pour la fabrique de l'église Saint-Germain-l’Auxerrois, et pour l’église Saint-Nicolas-des-Champs un carton consacré à la vie de saint Nicolas : le marché a été passé au peintre par les marguilliers le 18 août 1561.
Un portrait de Pierre Quesnel (dessin à la pierre noire et sanguine), daté de 1574, œuvre de son fils Nicolas Quesnel, est conservé à la Bibliothèque nationale de France à Paris ; il porte l'annotation manuscrite : « 1574. Pierre Quesnel, père de Nicolas à qui est ce livre qui a faict ledict crayon ».